# Liste der Naturdenkmale in Matzerath
Die Liste der Naturdenkmale in Matzerath nennt die im Gemeindegebiet von Matzerath im Eifelkreis Bitburg-Prüm in Rheinland-Pfalz ausgewiesenen Naturdenkmale (Stand 13. April 2024).

## Naturdenkmale
| Nr.         | Bezeichnung               | Lage                             | Beschreibung | Bild                                    |
| ----------- | ------------------------- | -------------------------------- | ------------ | --------------------------------------- |
| ND-7232-544 | Eiche an der Wegekreuzung | Dorfstraße, gegenüber Nr. 3 Lage | Quercus sp.  | Direkt Bild zu diesem Denkmal hochladen |

## Ehemalige Naturdenkmale
| Nr. | Bezeichnung      | Lage                                    | Beschreibung                                                 | Bild                                    |
| --- | ---------------- | --------------------------------------- | ------------------------------------------------------------ | --------------------------------------- |
|     | Wacholderbestand | südöstlich des Ortes am Haselsberg Lage | Bestand von Juniperus communis;; Rechtsverrodnung aufgehoben | Direkt Bild zu diesem Denkmal hochladen |